# Cotxe de quatre cavalls

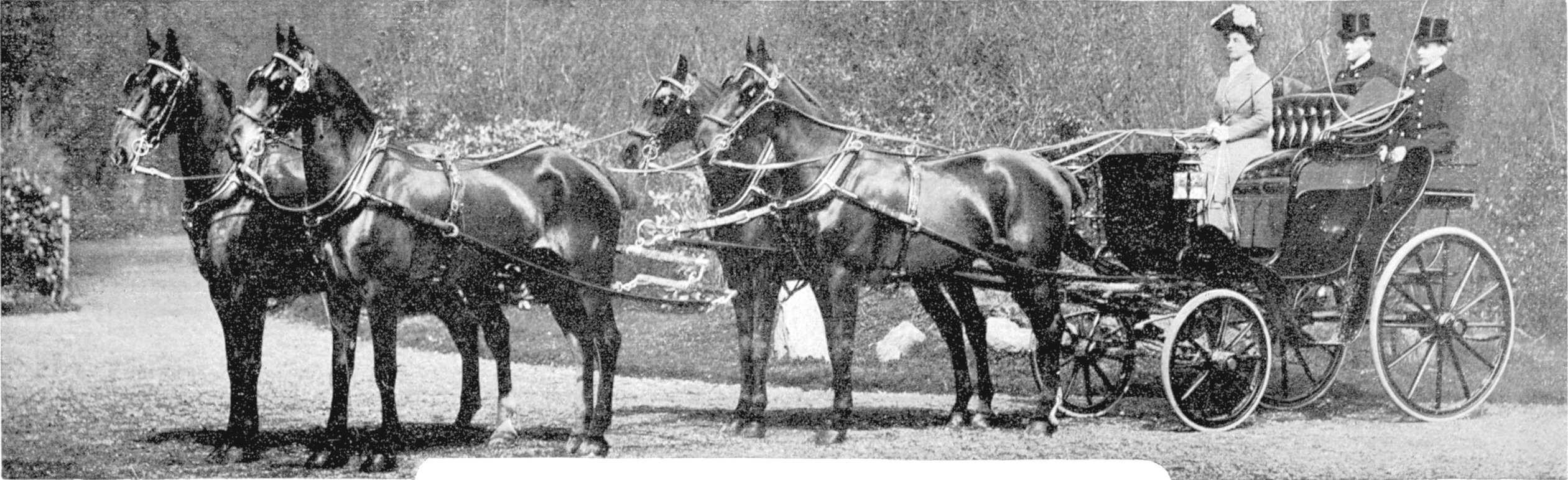
Un Four-in-hand al Bois de Boulogne, París, conduït per una dama, 1905.

Un cotxe de quatre cavalls (en anglès: four-in-hand), com diu el seu nom és un vehicle tirat per quatre cavalls conduïts per una persona, que a partir del segle xix i per les seves característiques particulars van esdevenir classe pròpia.
Conduir cotxes grans de passeig tirats per quatre cavalls va ser una activitat esportiva popular dels rics des de mitjans del segle xix..

## Four-in-hand
El Club de Conducció de Four in a hand d'Anglaterra es va fundar en 1856. L'afiliació estava limitada a trenta membres i tots conduïen carruatges privats coneguts com park drags que eren versions una mica més petites i més luxosament equipades i acabades dels carruatges de quatre rodes empleats pel Servei de Correus. Un nou grup denominat Coaching Club es va formar en 1870 per a aquells que no podien unir-se a el club de 30. Altres entusiastes recorrien antigues rutes de passeig i portaven passatgers pagant.
T. Bigelow Lawrence de Boston va posseir el primer carruatge d'aquest tipus construït a Amèrica el 1860. Leonard Jerome va començar a conduir-amb sis i vuit cavalls per anar a veure curses de cavalls. El Coaching Club de Nova York es va fundar en 1875.
Actualment el Four in a hand és la principal disciplina de la conducció combinada en els esports eqüestres. Un dels seus principals esdeveniments és el FEI World Cup Driving sèries.

## Four-in-hand en l'art

"Four-in-hand"; litografia de John Cameron, 1887.
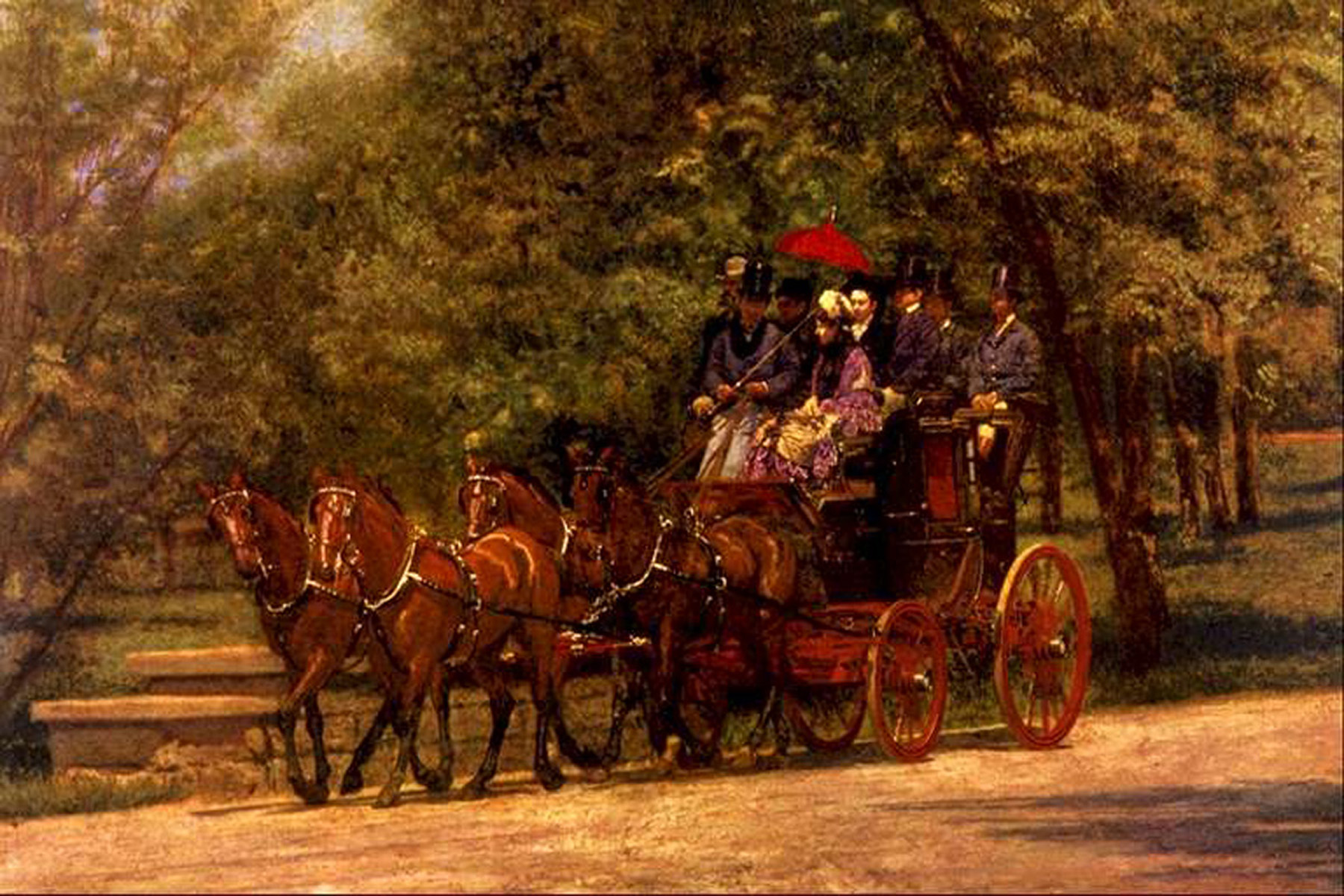
The Fairman Rogers Four-in-Hand (1879-1880) de Thomas Eakins, Philadelphia Museum of Art, Filadèlfia, Pennsylvania, Estats Units.
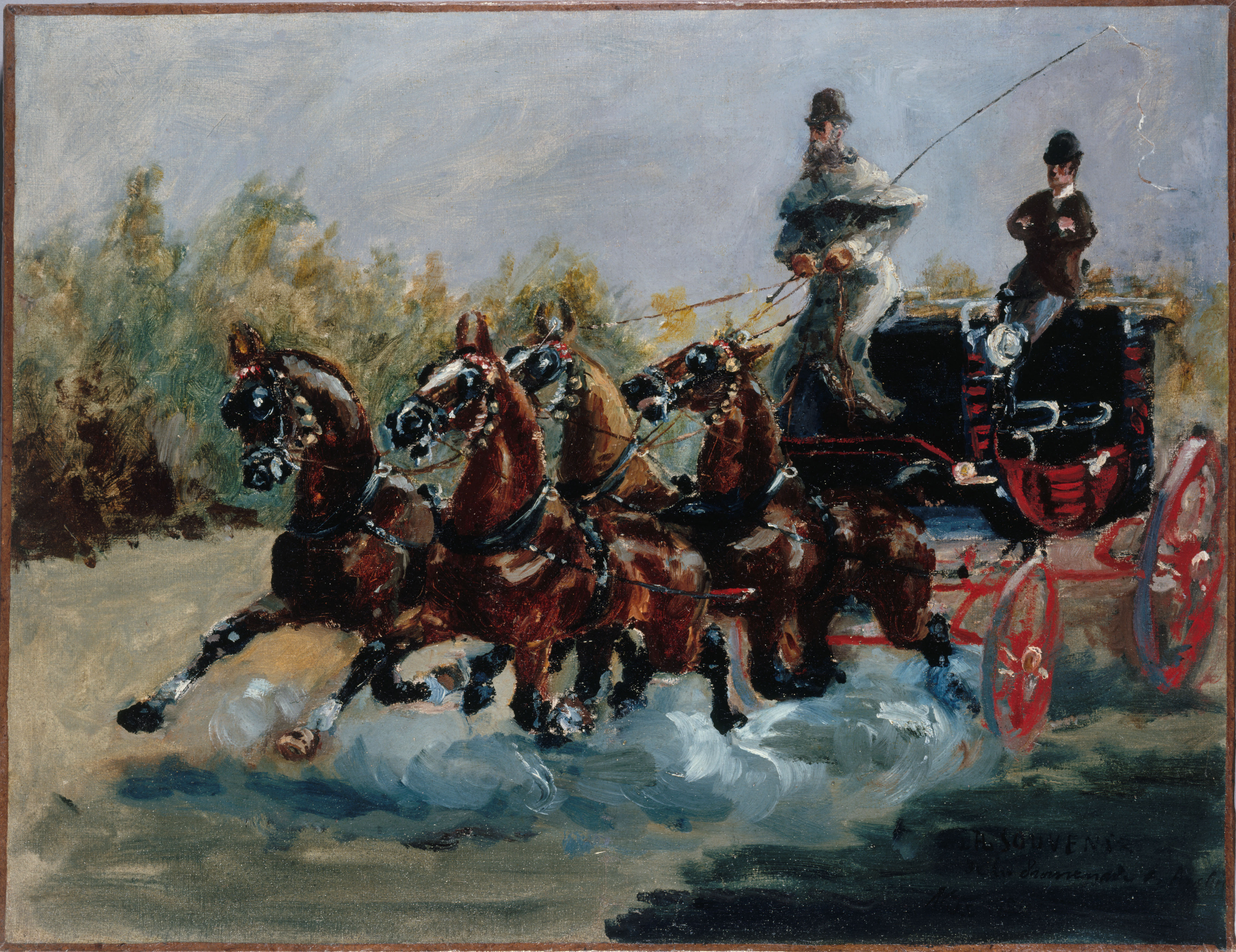
Alphonse de Toulouse-Lautrec conduint el seu Four-in-hand (1880) de Henri de Toulouse-Lautrec, Petit Palais, França.
Four-in-hand (1881) de Józef Chełmoński, Museu Nacional Cracòvia, Polònia.